# Bob Batey
Norman Robert "Bob" Batey (18 tháng 10 năm 1912 – 29 tháng 11 năm 1988) là một cầu thủ bóng đá người Anh thi đấu ở Football League cho Carlisle United, Preston North End, Leeds United và Southport.